# Малишинек
Малишинек (пол. Małyszynek) — село в Польщі, у гміні Велюнь Велюнського повіту Лодзинського воєводства.